# 八神健
八神健（1966年5月31日—），日本漫畫家。廣島縣廣島市出身。代表作是《生死戀》。

## 作品
- 《生死恋》、全7册、1995年 - 1996年、週刊少年Jump、集英社
- 獨角獸少年、全3冊、原名、1997年 - 1998年、週刊少年Jump
- 6/17秀逗美眉、全12冊、原名《ななか6/17》、2000年 - 2003年、週刊少年Champion、秋田書店
  - 6/17秀逗美眉傑作集、全1冊、原名
- 原名、全1冊、2004年、月刊少年エース、角川書店）
- 原名《ふたばの教室》、全2冊、2006年、ヤングアニマル、白泉社）
- 心跳魔女神判！、全2冊、原名《どきどき魔女神判!》Champion RED 2007年 - 2008年       秋田書店
- 心跳魔女神判2、全2冊、 2008年 - 2009年
- 原名、2011年 - 竹書房(連載中)
- 原名《-八神健傑作集1》、全1冊、集英社
- 原名、全1冊、角川書店

## 外部連結
- （日語）公式サイト
- （日語）八神健的X（前Twitter）
- （日語）Ｊコミ無料配信中作品 （页面存档备份，存于） - Jコミ